# Step Lively (1917)
Step Lively é um curta-metragem mudo norte-americano de 1917, do gênero comédia, estrelado por Harold Lloyd e distribuído pela Pathé Exchange.

## Elenco
- Harold Lloyd
- Snub Pollard
- Bebe Daniels
- W.L. Adams
- William Blaisdell
- Sammy Brooks
- Lige Conley - (como Lige Cromley)
- Billy Fay
- William Gillespie
- Bud Jamison
- Gus Leonard
- Fred C. Newmeyer

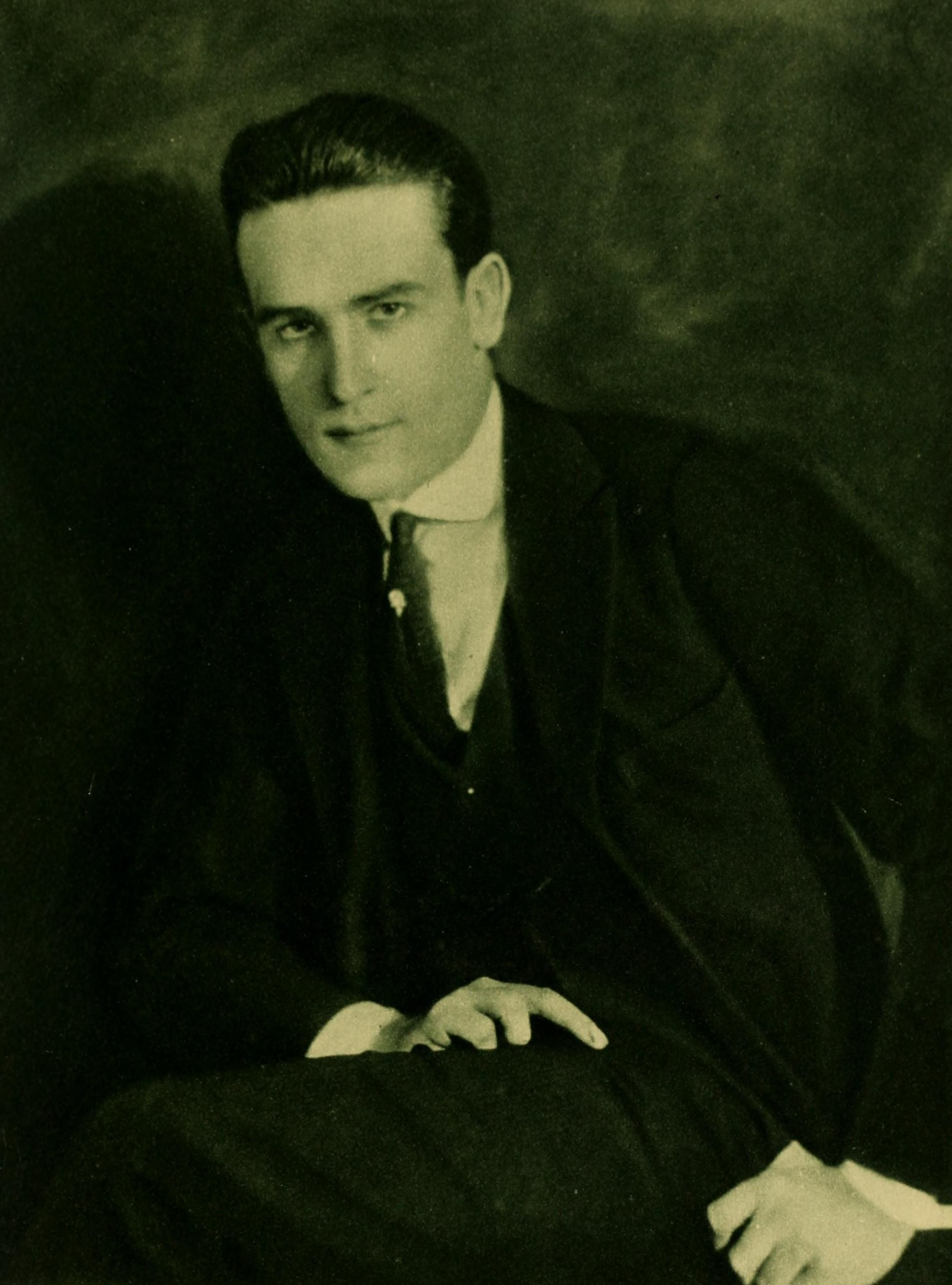
Harold Lloyd

- Charles Stevenson - (como Charles E. Stevenson)